# Boea hygroscopica
Boea hygroscopica är en tvåhjärtbladig växtart som beskrevs av Ferdinand von Mueller. Boea hygroscopica ingår i släktet Boea och familjen Gesneriaceae. Inga underarter finns listade i Catalogue of Life.